# Ameles poggii
Ameles poggii es una especie de mantis de la familia Mantidae.

## Distribución geográfica
Se encuentra en Libia.